# Ludwig Woltmann
Ludwig Woltmann (Solingen, 18 de febrero de 1871 - 30 de enero de 1907) fue un antropólogo, zoólogo y neokantiano alemán.
Estudió medicina y filosofía y obtuvo doctorados en ambos campos en la Universidad de Friburgo en 1896.
Ludwig Woltmann cae en la historia espiritual e ideológica del siglo XX con los teóricos raciales Joseph Arthur de Gobineau y Houston Stewart Chamberlain, en particular en términos de su pensamiento teórico racial. En su libro Die Germanen und die Renaissance in Italien (1905), argumentó que el surgimiento del Renacimiento en Italia no fue liderado por los descendientes de los romanos, sino por las tribus germánicas que habían sometido a Italia durante la Edad Media. Sus ideas fueron publicadas principalmente en la revista Political-Anthropological Review (1902-1907) y en el libro Political Anthropology escrito en 1903. Éste y otros dos de sus libros se publicaron en una antología de Otto Reche de 1936.

## Publicaciones
- 1898: Sistema de conciencia moral, con una presentación especial de la relación de la filosofía crítica con el darwinismo y el socialismo.
- 1899: La teoría darwiniana y el socialismo. Una contribución a la historia natural de la sociedad humana.
- 1900: Materialismo histórico. Presentación y crítica de la concepción del mundo marxista.
- 1900: Romería. Bocetos de Palestina
- 1901: La posición de la socialdemocracia ante la religión.
- 1903: Antropología política. Un estudio sobre la influencia de la teoría de la evolución en la doctrina del desarrollo político de los pueblos
- 1903: ¿Están los godos bajo control en Italia?
- 1904: Psicología racial e historia cultural.
- 1904: El tipo físico de Immanuel Kant
- 1905: Los alemanes y el Renacimiento en Italia
- 1905: marxismo y teoría racial
- 1905: literatura reciente sobre teoría racial.
- 1906 : Para la cuestión alemana en el Renacimiento italiano
- 1906: Los alemanes en España
- 1907: Los alemanes en Francia. Un estudio sobre la influencia de la raza germánica en la historia y la cultura de Francia
- 1908: Klemm y Gobineau
- 1924: Poemas juveniles

## Literatura
- Wolfhard Hammer, The Life and Work of the Physician and Social Anthropologist Ludwig Woltmann. Univ. Diss, Mainz 1979.
- Jürgen Mixing, The Political Philosophy of Ludwig Woltmann. In the Field of Tension between Kantianism's Historical Materialism and Social Darwinism, Bonn 1975
- Sebastian Pella, The Social Darwinism-bred Theoretical Thinking in Ludwig Woltmann's Artwork, Political Anthropology, Bottrop 2009.